# De-Dion-Bouton-Dampfwagen

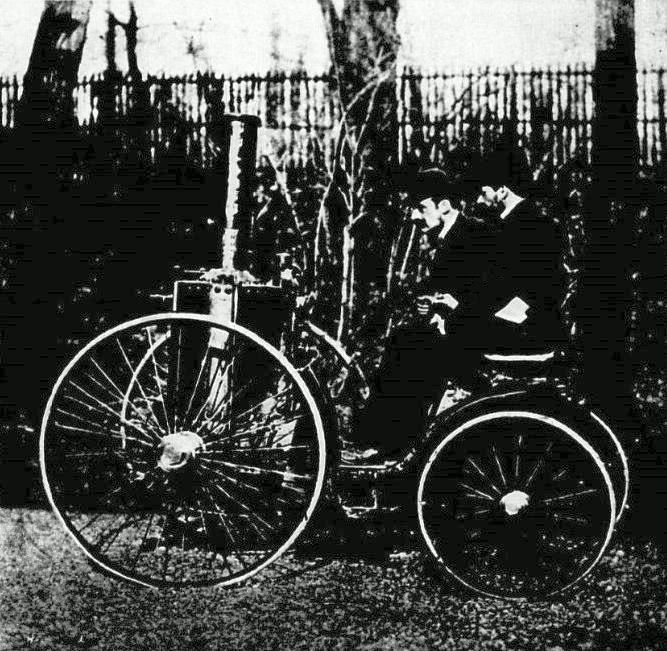
Fahrzeug von 1883

De-Dion-Bouton-Dampfwagen sind Kraftfahrzeuge, die ab den 1880er Jahren produziert wurden. Hersteller war De Dion-Bouton aus Frankreich.

## Vorgeschichte
Der spätere Industriekonzern De Dion-Bouton entstand aus sehr kleinen Verhältnissen. Der Eisenbahningenieur Charles-Armand Trépardoux und der Mechaniker Georges Bouton gründeten Ende der 1870er Jahre in Paris eine mechanische Werkstätte, die auf physikalische Apparate und hochpräzise Geräte spezialisiert war und gelegentlich technisches Spielzeug von hoher Qualität herstellte. Daneben arbeiteten sie auch an der Entwicklung eines neuartigen, sehr leichten und leistungsfähigen Dampfkessels. Die Grundlagen dazu lieferte Ingenieur Trépardoux als Spezialist für Schnellverdampfung.
Dass Trépardoux und Bouton die Möglichkeit bekamen, die Arbeiten am Kessel erfolgreich abzuschließen, war die Folge einer Geschäftsverbindung, die sie um 1881 mit Albert de Dion eingingen, zunächst als Angestellte und später als Teilhaber mit einer Minderheitsbeteiligung. Obwohl der Kessel als Bouton-Kessel bekannt ist, kann es wenig Zweifel daran geben, dass die Konstruktion weitgehend Trépardoux’ Werk war.
1882 wurde Trépardoux et Cie, ingénieurs-constructeurs an der Rue Tronchet 22 eingerichtet. Als erstes Projekt wurde der kompakte und schnell aufheizbare Dampfkessel vorangetrieben und in Frankreich 1883 mit der Nummer 155.206 patentiert. Abnehmer fanden sich bei Herstellern von Vergnügungsbooten und der Marine.
Im folgenden Jahr bezog Trépardoux et Cie größere Räumlichkeiten und trieb dort die Entwicklung des ersten eigenen Straßenfahrzeugs voran. Das Unternehmen stellte kurz darauf seinen ersten Dampfwagen Quadricycle à vapeur („Vierrad“) vor.

## Dampfwagen
Der Antrieb erfolgte über je eine Dampfmaschine auf eines der Vorderräder, die größer waren als die hinteren. Sie waren wie Bollée-Konstruktionen einzeln aufgehängt. Gelenkt wurden die hinteren Räder, die eine schmalere Spurweite hatten. Der Lenkmechanismus war eher primitiv mit einem Drehschemel, an dem die Achse aufgehängt war.
Die Zweikolben-Maschine war vom patentierten, leichten Typ und so ausgelegt, dass jeder der beiden Kolben die Kraft über eine Kette auf eines der Vorderräder übertrug. Das Fahrzeug galt als „leicht“ und konnte von einer Person bedient werden; andere Konstruktionen wie jene von Amédée Bollée, waren schwerer, teurer und benötigten oft zusätzlich einen Heizer.
Wichtige Teile des Fahrzeugs, darunter Rahmen und Räder, wurden von den Renard-Brüdern beigesteuert, welche im gleichen Quartier eine der führenden Manufakturen zur Herstellung von Fahrrädern betrieben.
Sie lassen sich grob in drei Typen unterteilen, wobei die Einzelanfertigung der Privatwagen jedes Exemplar mehr oder weniger zu einem Einzelstück machte. Je nach Fahrzeugart war der Heizkessel vorn oder hinten untergebracht.
Die Modelle ab 1888 haben eckige Verkleidungen an Front und Heck.

### Prototyp „La Marquise“

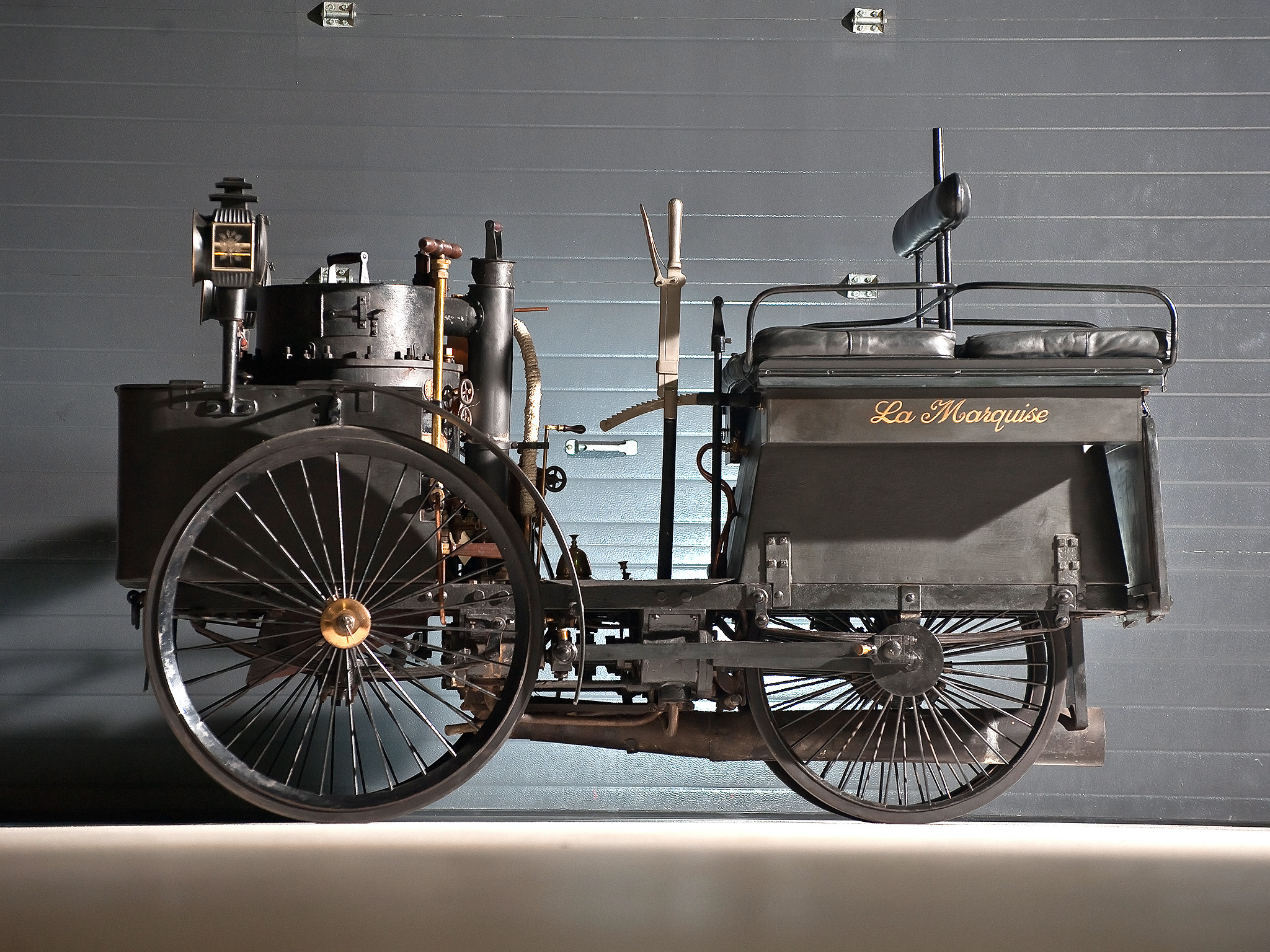
De Dion-Bouton La Marquise

La Marquise ist eines der bekanntesten Fahrzeuge dieser Zeit. Heute allgemein als De Dion-Bouton bezeichnet, wurde es 1884, also noch vom Vorgängerunternehmen De Dion, Bouton & Trépardoux, gebaut. Das Versuchsfahrzeug wurde nach der Mutter des Grafen de Dion benannt. Es war eine Weiterentwicklung des Vorgänger-Modells und diente als Prototyp zum Ausloten einer möglichen Kraftwagenproduktion. Als solcher ist es der Vorläufer des nachstehend beschriebenen, leichten Quadricycle à Vapeur Type I und nahm viele Details der folgenden leichten Dampfwagen vorweg. So war der Heizkessel stehend vor dem Fahrer angebracht. Die Zweizylinder-Maschine war vom patentierten, leichten Typ und übertrug die Kraft auf die eng nebeneinander stehenden Hinterräder. Gelenkt wurde mit den vorderen Rädern.
Der Aufbau war als Dos-à-dos ausgeführt.
Die Teilnahme von „La Marquise“ an einer Fahrt von der Pont de Neuilly in den Bois de Boulogne und zurück machte das Fahrzeug zum ersten Rennwagen der Welt, den Chauffeur Georges Bouton damit auch zum ersten Rennfahrer und gleichzeitig zum ersten Sieger, weil keine weiteren Konkurrenten am Start erschienen. Im darauffolgenden Jahr gewann der Wagen mit einer Durchschnittsgeschwindigkeit von 28,9 km/h.
Das Fahrzeug erhielt die Fahrgestellnummer 6, die Motornummern sind D6 und G6. La Marquise blieb lange in De Dions Besitz und gelangte nach dem 1. Weltkrieg in den Besitz eines Artillerieoffiziers namens Doriol.

### Quadricycle à Vapeur Type I

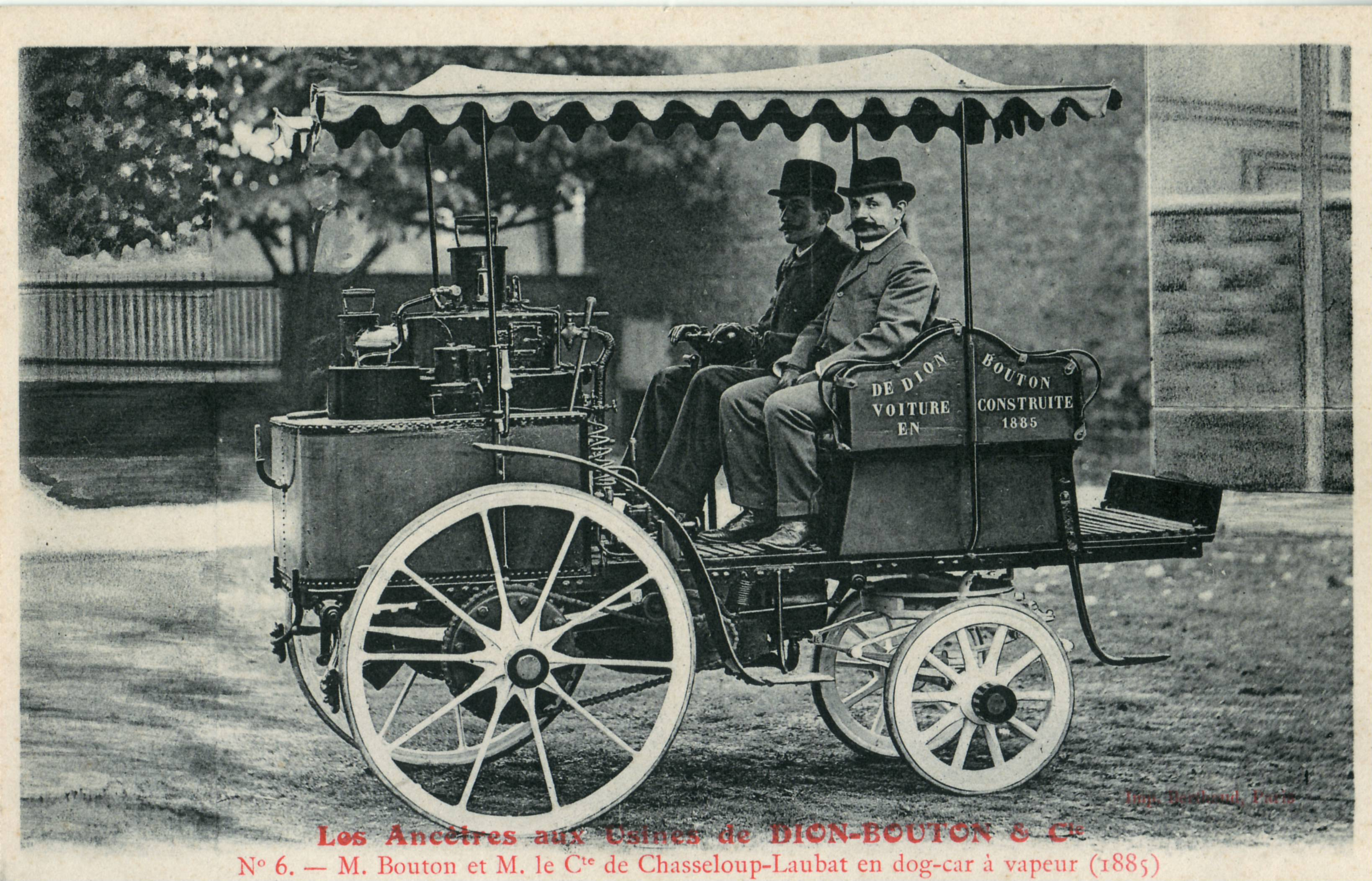
Georges Bouton und Comte Gaston de Chasseloup-Laubat in einem Dampfwagen Trépardoux & Cie. Dog Cart de route von 1885

Diese Konstruktionen hatten den Kessel vorn, wodurch der Chauffeur Technik und Straße gleichzeitig beobachten konnte. Dies war neben dem Tricycle das einzige Fahrzeug im Programm, das von nur einer Person bedient werden konnte. Die Zweikolben-Maschine trieb über Ketten die Vorderräder an, mit den eng beisammen stehenden Hinterrädern wurde gelenkt. Eine Geschwindigkeit von 30 km/h war möglich.

### Quadricycle à Vapeur Type II
Dies waren schwere Fahrzeuge, die von zwei bis drei Personen gefahren wurden. Es handelt sich um eine Mischform zum Nutzfahrzeug; viele dieser Dampfwagen waren als Zugmaschinen ausgelegt, die ebenso vor entsprechend angepasste Kutschen wie Lastfuhrwerke gespannt werden konnte.

### Tricycle à Vapeur, Dos-à-dos (1884–1893)

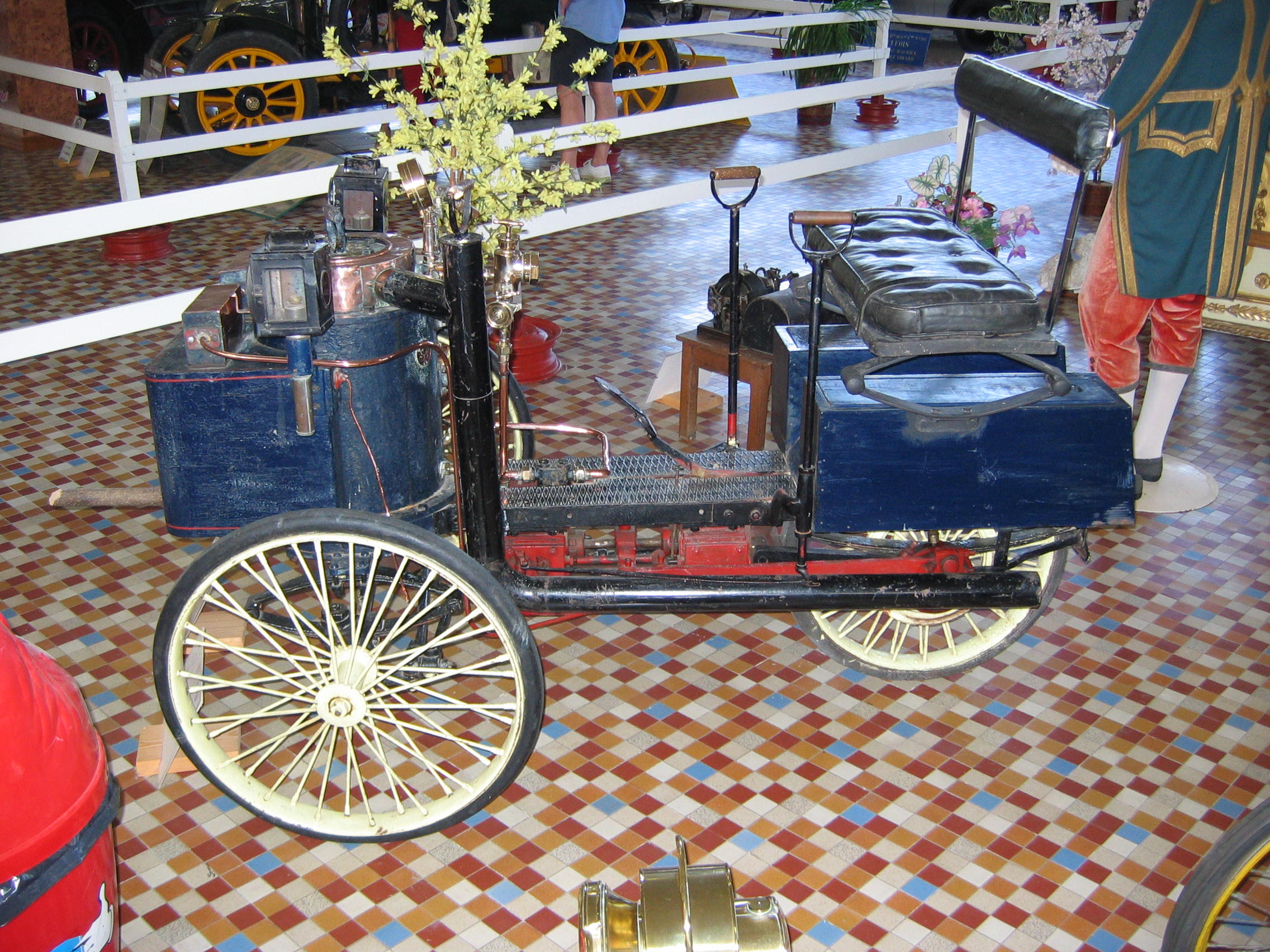
Trépardoux & Cie. Tricycle à vapeur (1885)

Dazu gehörte auch das Tricycle à vapeur, das bis 1890 verkauft wurde und die einfachste Bauform darstellte. Es war als Dos-à-dos ausgeführt; die hinteren Passagiere saßen also mit dem Rücken zur Fahrtrichtung.

### Dog Cart de route

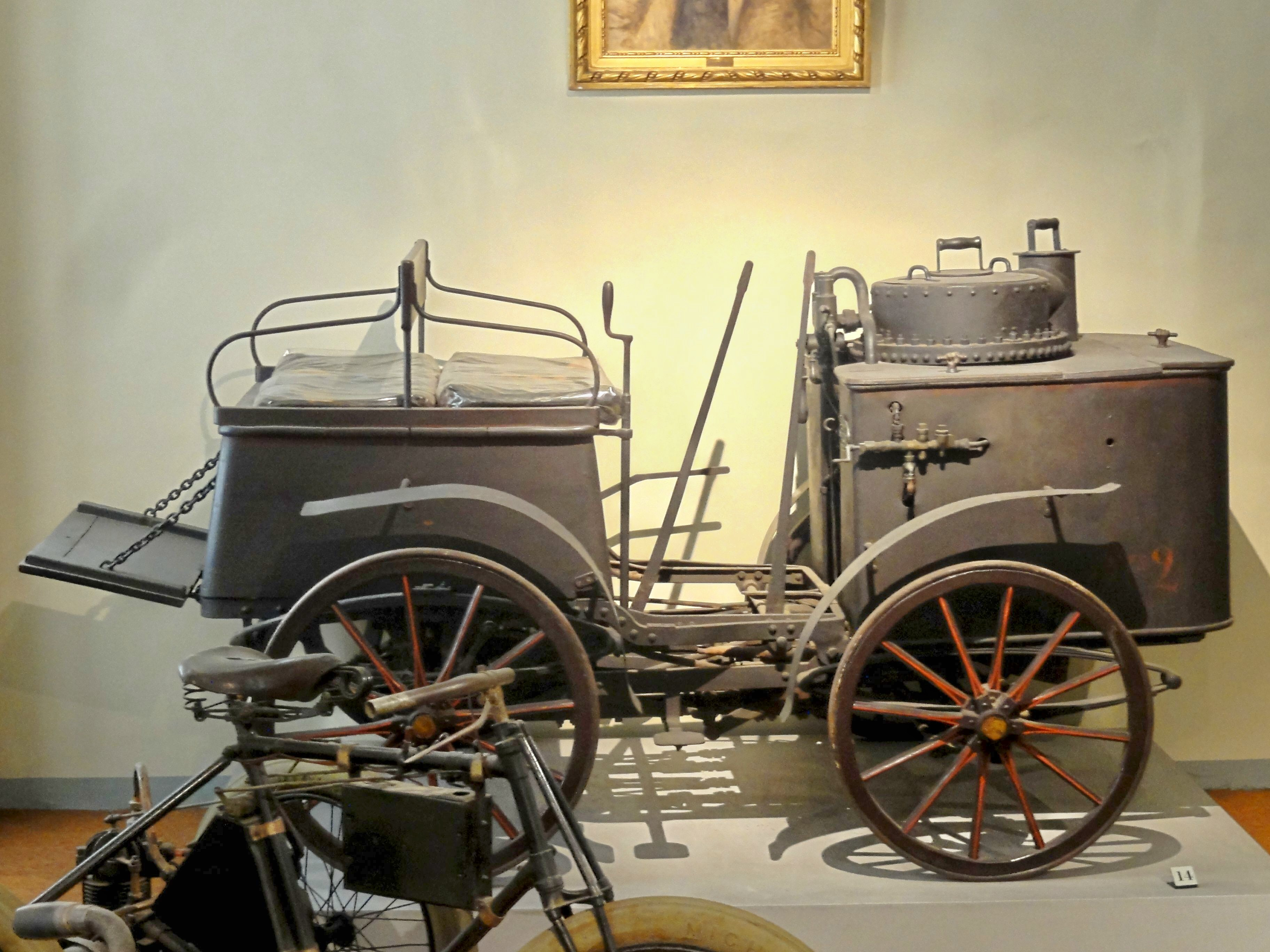
Dampfwagen Trépardoux & Cie. Dog Cart de route (1885)

Es folgten weitere Dampfwagen, zunächst der Dog Cart de route. Die Zweikolben-Maschine war vom patentierten, leichten Typ und so ausgelegt, dass jeder der beiden Kolben die Kraft über eine Kette auf eines der Vorderräder übertrug. Die Innovation bestand vor allem darin, dass das Fahrzeug von einer Person bedient werden konnte, also keinen Heizer mehr benötigte. Es war mit einem Radstand von 1,5 Meter und einer Länge von 3,2 Meter sehr kompakt, 1,54 Meter breit und 2,84 Meter hoch.

### Der Munier-Dampfwagen
De Dion, Bouton & Trépardoux baute 1886 für den General Gustave-Joseph Munier ein kurioses Fahrzeug. Er wünschte, sein Fahrrad, ein Rudge  Coventry Rotary Tandem Tricycle, mit einer Dampfmaschine auszurüsten. Dieses Dreirad wurde normal von zwei Personen angetrieben. Deren Kraft wurde auf ein riesiges, angetriebenes Rad auf der linken Seite übertragen, das auf etwa halber Fahrzeuglänge angebracht war. Auf der gegenüberliegenden Seite sorgten zwei Räder für Stabilität; sie wurden außerdem vom hinteren Sattel aus mittels Hebel gelenkt. Rudge begründete die eigenwillige Konstruktion damit, dass dieses Dreirad nur zwei- statt dreispurig fuhr, in Zeiten unbefestigter, von Fuhrwerken tief gefurchter Wege zweifellos ein stichhaltiges Argument.
Die Dampfmaschinen-Techniker ersetzten den vorderen Sattel durch den kleinsten (40 kg) Heizkessel im Lieferprogramm. Ein flacher Wassertank wurde an das Stahlrohr zwischen die gelenkten Räder gehängt. Eine Miniatur-Zweikolbenmaschine wirkte direkt auf die Hebel, auf denen zuvor die Pedale befestigt gewesen waren. Der Umbau ist durch eine im Atelier des mit de Dion gut bekannten Fotografen Louis Lockert entstandene Aufnahme belegt, die das Gefährt vor einer Landschaftskulisse zeigt. Es liegen weder über die Fahreigenschaften noch über den Verbleib des Fahrzeugs Angaben vor.

### Type III

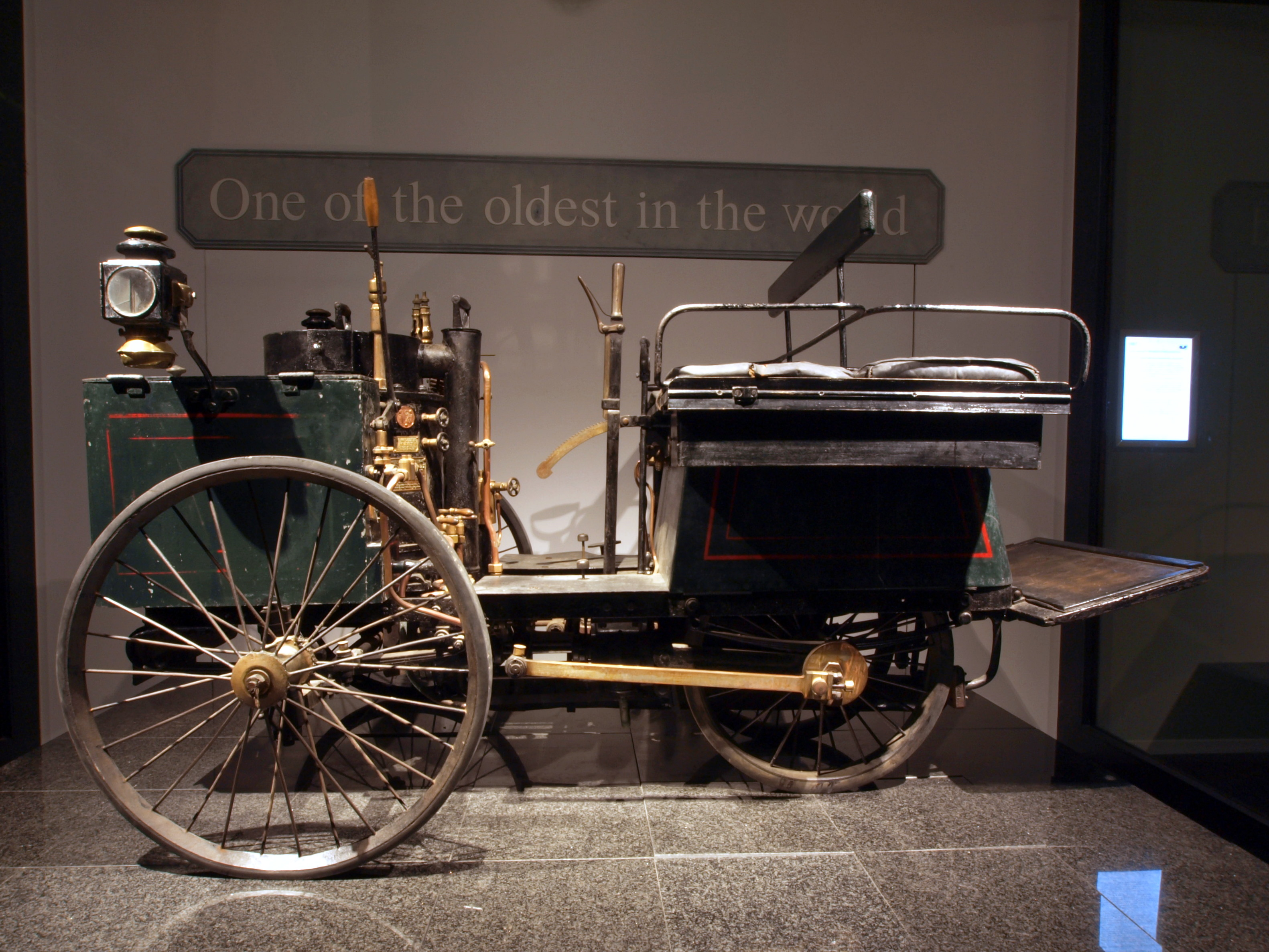
Dampfwagen De Dion, Bouton & Trépardoux Type III (1887)

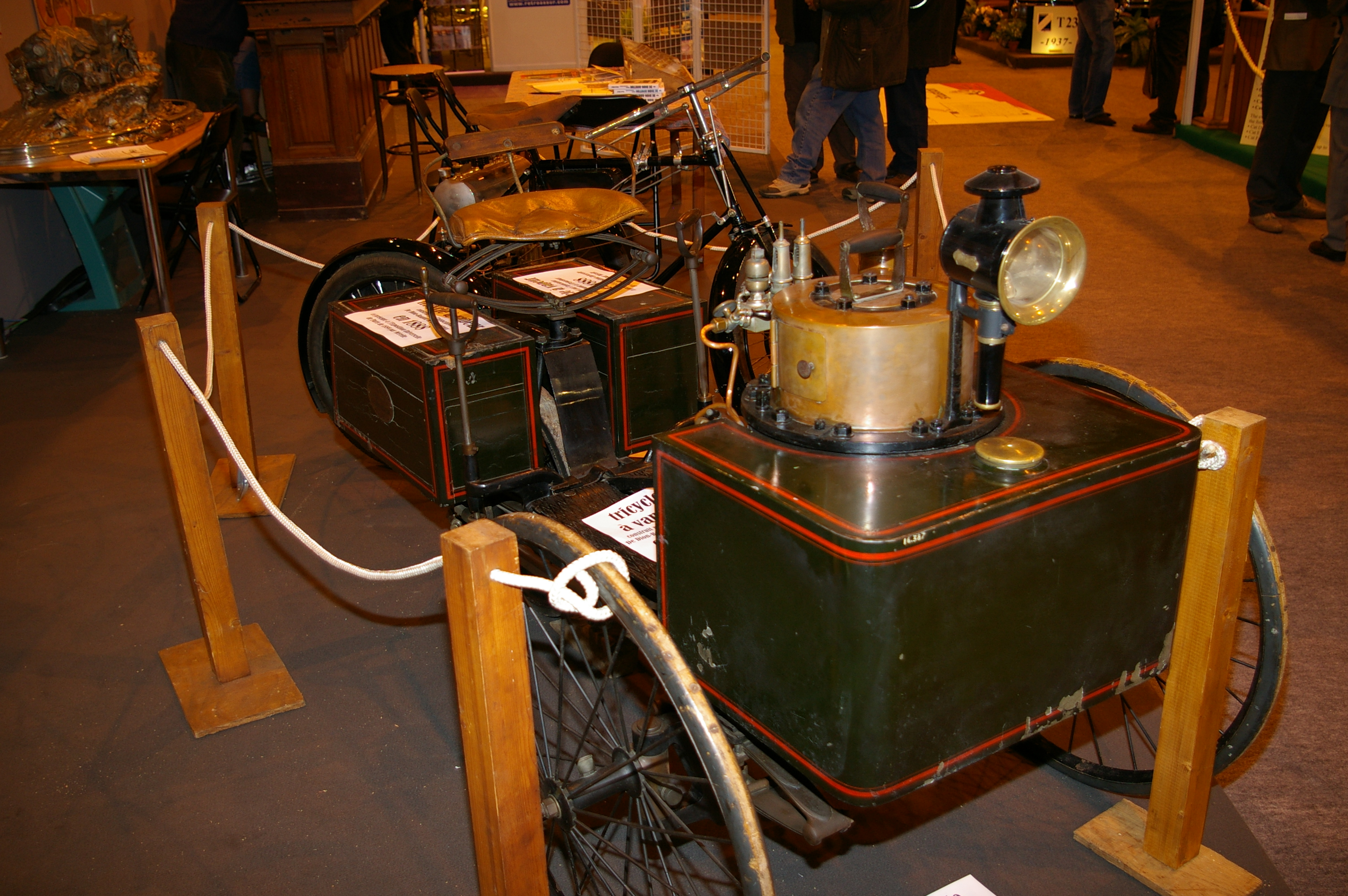
Dampfwagen Type III.

Der Type III, eingeführt Ende 1887, wurde bis 1893 hergestellt. Neu war der Antrieb der Hinterräder mittels Treibstange wie bei Dampflokomotiven.
Das Fahrzeug war mit einer Länge von 1870 mm sehr kompakt. Der Radstand betrug 1120 mm, die Breite 1250 mm.

## Modellübersicht etwa 1886
Um 1886 umfasste das Lieferprogramm gemäß Katalog
- Berline de Voyage

Dieses luxuriöse Vehikel mit geschlossener Karosserie wog 3000 kg und fuhr auf ebenem Grund 16 km/h. Die Maschine leistete 9 PS, der Preis lag bei 13.000 Franc.
- Cart à 2, 3 ou 4 places

Diese Konstruktionen hatten den Kessel vorn, wodurch der Chauffeur Technik und Straße gleichzeitig beobachten konnte. Dies war neben dem Tricycle das einzige Fahrzeug im Programm, das von nur einer Person bedient werden konnte. Die Zweikolben-Maschine trieb über Ketten die Vorderräder an, mit den eng beisammen stehenden Hinterrädern wurde gelenkt. Eine Geschwindigkeit von 30 km/h war möglich. Der Preis betrug je nach Sitzzahl 4000, 4500 oder 5000 Franc.
- Fourgon Auto-Mobile

Dies war ein Kastenwagen für 13.000 Franc.
- Camion Auto-Mobile

Dieser Pritschenwagen kostete 16.000 Franc.
- Omnibus à 18 places

Der Omnibus stand mit 15.000 Franc in der Preisliste.
- Omnibus à 8 places

Der kleinere Omnibus kostete 11.000 Franc.
- Tricycle à 1 place

Dies war ein einsitziger Pkw. Das einzelne Rad befand sich hinten.
Der Kessel wurde mit Koks geheizt, das in einem separaten Fach mitgeführt wurde. Zwischen 1883 und 1894 entstanden rund 30 Dampfwagen zum Personentransport.

## Modellübersicht 1889
In einem Katalog von Oktober 1889 werden vier leichte Fahrzeuge angeboten.
- Tricycle à Vapeur à une place: Dreirad, hinteres Einzelrad, ein Sattel für 2800 Franc
- Tricycle à Vapeur à deux places: Dreirad, hinteres Einzelrad, Dos-à-Dos-Sitze oberhalb des Hinterrades für 3000 Franc
- Quadricycle à Vapeur à deux places: Vierrad, hintere Schmalspur, eine Sitzbank oberhalb der Hinterräder für 4200 Franc
- Quadricycle à Vapeur à quatre places: Vierrad, hintere Schmalspur, Dos-à-Dos-Sitzbank oberhalb der Hinterräder für 4400 Franc

Nutzfahrzeuge mit Dampfantrieb entstanden noch bis 1904 bei De Dion-Bouton.